# Orly (Film)

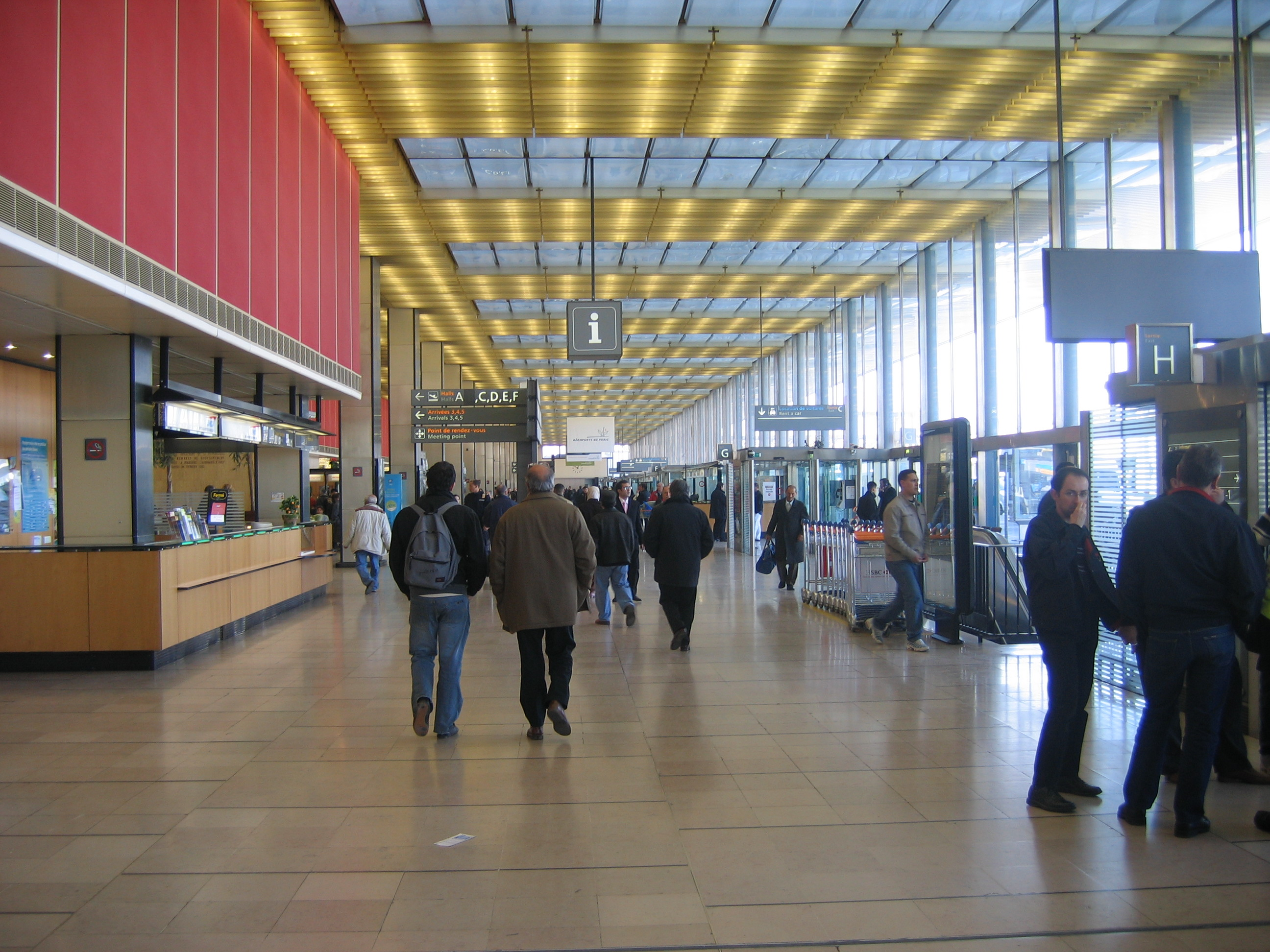
Flughafenhalle in Orly-Sud; die konkreten Räume für die einzelnen Szenen wurden jeweils erst am Drehtag festgelegt

Orly ist ein Spielfilm der deutschen Regisseurin Angela Schanelec aus dem Jahr 2010. Das Drama wurde während der 60. Internationalen Filmfestspiele Berlin im Rahmen der Festivalsektion Forum gezeigt. Schanelec verfolgt in Orly vier unterschiedliche Paargeschichten auf dem Flughafen Paris-Orly.

## Entstehungsgeschichte
Nach Plätze in Städten (1998) und Marseille (2004) spielt Angela Schanelecs Film Orly wieder in Frankreich. Die Idee zum Film kam Schanelec, als sie mit ihrem Kameramann Reinhold Vorschneider in Paris-Orly auf den Rückflug nach Berlin wartete. Beide hatten die französische Hauptstadt zum Start von Schanelecs Film Marseille besucht. Beide saßen in einem Restaurant und die Regisseurin begann sich vorzustellen, was für Geschichten die Mitreisenden haben könnten. Ein weiterer Grund für die Realisierung des Films war die große Passagierabfertigungshalle, die Schanelec als voll Licht, großzügig und transparent empfand. Ihr ging es um die Ruhe, die beim Warten an einem Ort, in dem es um Bewegung, um das Funktionieren von Abläufen, geht, entstehen kann. „[…] dadurch entsteht eine bestimmte Passivität“, so Schanelec, die damit das Überlassen der Figuren im Raum meint. „[…] in dieser Passivität sind ganz andere Dinge möglich, als wenn man ständig handelt oder das Gefühl hat, handeln zu müssen. Darum ging es mir: diese Zeit zu erzählen, die die Menschen im Grunde problemlos mit Nichtstun verbringen können, in der sie eigentlich keinen Anspruch haben.“
Die einzelnen Erzählstränge entwickelte Schanelec hintereinander weg, mit wenigen Berührungspunkten. Nach Schanelec sollten der Raum und die Gleichzeitigkeit des Geschehens als Verbindung ausreichen. Später bemerkte sie, dass dies die Atmosphäre des Flüchtigen verstärkte. Wegen der Kosten war es unklar, ob man den Film auch wirklich am Pariser Flughafen Orly realisieren könnte. Deshalb konzipierte sie die Handlung so, dass der Film auch an anderen Flughäfen wie Amsterdam oder Zürich spielen könnte. Neben der Fremdheit war es auch laut Schanelec auch die für sie „schwer zu fassende Schönheit der Stadt“ sowie die Arbeit mit französischen Schauspielern, die den Ausschlag gaben. Sie schrieb das Filmskript auf Deutsch, das von ihrem langjährigen Übersetzer Frédéric Moriette ins Französische übertragen wurde. Beim Übersetzungsprozess veränderten sich die Figuren. Zeichneten sich die deutschen Dialoge noch durch eine bestimmte Knappheit aus, ist das Französische laut der Regisseurin ausufernder.
Die Tonspur des Films wird dominiert von der Akustik des Flughafens. Einzige Ausnahme bildet Musik der US-amerikanischen Songwriterin Cat Power, die die Regisseurin in eine Szene mit Maren Eggert und Jirka Zett einsetzte. Zett hatte bereits in Schanelecs vorangegangenen Spielfilm Nachmittag mitgewirkt. „Ich glaube, die Musik macht die Flüchtigkeit der Begegnung zwischen Maren und Jirka auffälliger, es wird deutlich, dass Dinge flüchtig sind und trotzdem existieren. Unser Leben besteht aus Flüchtigem, das ist ein bisschen traurig, aber eigentlich sehr interessant und aufschlussreich“, so Schanelec. Das Filmteam drehte ohne Absperrung während des normalen Flugbetriebs in Orly mit zwei Kameras. Der Großteil der im Film auftauchenden Personen sind echte Flugreisende. Nur für die Polizei und das Sicherheitspersonal sowie die Evakuierungsszene wurden Schauspieler verpflichtet. „Ich hätte diesen Film niemals mit Statisten drehen können, ich hasse und fürchte Statisten und bin völlig unfähig, sie zu inszenieren.“, so Schanelec.
Begünstigt wurde Schanelecs Arbeitsweise durch Verwendung von Teleobjektiven, die benutzt werden, um Objekte zu filmen, die weit von der Kamera entfernt positioniert sind. So blieb die Inszenierung der dramatischen Szenen inmitten der unbeteiligten Menschenmenge unbemerkt. Der Film verwendet lange Einstellungen, „wie auf einer Bühne“, so die frühere Theaterschauspielerin. Da man so eine Einstellungslänge nicht gewohnt sei, stellte sich laut Schanelec eine bestimmte Wahrnehmung für die Veränderung des Raums und das Vergehen der Zeit ein.

## Handlung
Juliette wird durch die Straßenzüge von Paris begleitet. Die in Kanada lebende Französin macht sich mit dem Auto auf den Weg zum Flughafen Orly. Im Personenabfertigungsbereich des Flughafens lernt die junge Frau, die sich nach Paris zurücksehnt, den gleichaltrigen Vincent kennen, einen Musikproduzenten. Er hat gerade die Entscheidung getroffen, zurück in die französische Hauptstadt zu ziehen. Beide erzählen sich daraufhin ihre Lebensgeschichten. Die verzweifelte Juliette ist verheiratet und hat ein Kind, dennoch verliebt sie sich in Vincent. Der spürt die Zuneigung, bleibt aber Juliette eine Antwort schuldig. Beide reden aneinander vorbei, um die gegenseitig aufkeimenden Gefühle zu überspielen, bis ihre Überseeflüge aufgerufen werden.
Ebenso auf ihren Flug in Orly Sud warten eine Mutter und ihr fast erwachsener Sohn. Beide sind auf den Weg zur Beerdigung des Vaters, von dem sich die Mutter einst getrennt hatte. Sie erzählt ihrem Sohn im Café von ihrem Ehebruch, woraufhin dieser seine Mutter mit seinem Coming-out überrascht.
Im Café des Flughafens werden Mutter und Sohn von einem Kellner bedient, der von seiner Geschichte aus seinem Leben berichtet. Währenddessen wartet ein junger deutscher Rucksack-Tourist, auf seine Freundin. Beide merken nicht, dass ihre Beziehung schon längst zerbrochen ist. Der junge Mann dokumentiert das Flughafengeschehen mit seiner Kamera, während sich seine Freundin in ein Buch vertieft.
Die allein reisende Sabine schiebt die Lektüre eines Briefes vor sich her. Dabei handelt es sich um den Abschiedsbrief ihres Liebhabers Theo. Er hat sie vor kurzem verlassen, um allein zu sterben, wie seine Stimme am Ende des Films aus dem Off verkündet. Der Film endet mit einer Evakuierung des Flughafens und der Rückfahrt nach Paris.

## Kritiken
Der Film wurde am 13. Februar 2010 in der Berlinale-Sektion Forum uraufgeführt und erhielt größtenteils Lob seitens der deutschsprachigen Kritiker.
Die mit dem Teleobjektiv gedrehten Aufnahmen der Menschenmassen wirkten auf Lukas Förster (perlentaucher.de) wie eine „fast willkürliche Identifizierung, ein zufälliger Griff in eine erst einmal undifferenzierte Masse“, eine neue „Möglichkeitsdimension“ in der Arbeit von Schanelec. Orly bleibe in jedem Moment lesbar, die unbeteiligten Passanten würden dem Film nie in die Quere kommen, der sich „organisch aus dem Strom der Passanten heraus“ entfalte. Die Titelsequenz erinnere an die Werke Godards, während die Dialoge kaum funktional seien. Foerster bemerkte eine Differenz zwischen den französischen und deutschen Dialogen, letztgenannte wären theatralischer. Orly stelle das Verhältnis von Freiheit und (Regie-)Kontrolle grundsätzlich in Frage.
Auf Christina Bylow (Berliner Zeitung) wirkten Schanelecs Dialoge wundersam flackernd, „zwischen Banalität und Magie“. Der Film sei wie eine „vielstimmige langsame Fuge“ komponiert, langsam und still, im Stile der Berliner Schule, der die Regisseurin angehört. Christina Tilmann (Der Tagesspiegel) nannte „Leben in einer Möglichkeitswelt“ als Oberthema in den vier Geschichten. Orly sei aber auch ein Abschiedsfilm, der „von Verlust und Trauer, und einem zaghaften Neubeginn erzählt“. Tilmann interpretierte die Stimme von Josse de Pauw als spätes Echo von Schanelecs Lebenspartner Jürgen Gosch, der 2008 verstorben war.
Das Teleobjektiv diene in Orly nicht wie meistens als Instrument der Überwachung und Entlarvung, sondern als „Zauberstab des Authentischen“, so Andreas Kilb (Frankfurter Allgemeine Zeitung). Beim „transitorische(s) Welttheater en miniature“ fehle die lähmende Schwermut der früheren Filme Schanelecs. In dem auf bürgerliche Figuren konzentrierten Film bildete für Frédéric Jaeger (critic.de) eine Passage von Blickwechseln den Höhepunkt des Films. „Die Blicke sind zugleich Codes, die auf eine Entschlüsselung hoffen und die Figuren sowie Zuschauer in Wissende und Unwissende aufteilen“, so Jaeger. Schanelec beweise erneut, wie gut sie passiv-aggressives Verhalten in Szene zu setzen wisse.

## Auszeichnungen
- Filmkunstpreis 2010 in der Kategorie Bester Film beim Festival des deutschen Films in Ludwigshafen[9]